# 中国华兴洲际自行车队
中国安踏-铭普自行车队（UCI隊碼：CAT），是中國大陸一支公路自行车队，在国际自行车联盟级別中属亚洲洲际车队。。
该车队于2021年，由中国国家体育总局及华兴公司共同成立，定位为国家队性质的洲际车队。

## 队员名单

### 2024年
|      | 車手                 | 出生日期      |
| ---- | -------------------- | ------------- |
| 法國 | 卢卡斯·德罗西        | 1995年8月16日 |
| 南非 | 雷纳德·延斯·范伦斯堡 | 1989年2月3日  |
| 中国 | 李祯                 | 2002年7月17日 |
| 中国 | 吕先景               | 1998年2月2日  |
| 中国 | 马彬焱               | 1999年1月25日 |
| 中国 | 申煜涛               | 2000年9月19日 |

|      | 車手            | 出生日期       |
| ---- | --------------- | -------------- |
| 南非 | 威利·斯密特     | 1992年12月29日 |
| 中国 | 苏浩钰          | 2000年10月26日 |
| 中国 | 孙长胜          | 2002年11月30日 |
| 中国 | 滕耕            | 1999年2月13日  |
| 法國 | 朱利安·特拉里欧 | 1992年8月19日  |
| 中国 | 余加庆          | 2004年8月5日   |

### 2023年
|      | 車手          | 出生日期              |
| ---- | ------------- | --------------------- |
| 法國 | 卢卡斯·德罗西 | 1995年8月16日（27歲） |
| 中国 | 董笑宇        | 2002年3月17日（20歲） |
| 中国 | 高祥泰        | 2004年4月17日（18歲） |
| 中国 | 刘建坤        | 1995年6月21日（27歲） |
| 中国 | 吕先景        | 1998年2月2日（24歲）  |

|        | 車手            | 出生日期               |
| ------ | --------------- | ---------------------- |
| 加拿大 | 詹姆斯·皮可利   | 1991年9月5日（31歲）   |
| 南非   | 威利·斯密特     | 1992年12月29日（30歲） |
| 中国   | 苏浩钰          | 2000年10月26日（22歲） |
| 法國   | 朱利安·特拉里欧 | 1992年8月19日（30歲）  |
| 中国   | 徐长泉          | 1997年1月16日（25歲）  |

- 別肯·那扎尔別克于2023年3月退出。
- 申煜涛、孙长胜及滕耕于2023年6月退出。
- 董笑宇及高祥泰于2023年7月加入。

### 2022年
|        | 車手            | 出生日期               |
| ------ | --------------- | ---------------------- |
| 美国   | 肖恩·本内特     | 1996年3月31日（25歲）  |
| 中国   | 別肯·那扎尔別克 | 1994年5月15日（27歲）  |
| 法國   | 卢卡斯·德罗西   | 1995年8月16日（26歲）  |
| 荷兰   | 雷尼耶·霍尼希   | 1983年10月28日（38歲） |
| 中国   | 吕先景          | 1998年2月2日（23歲）   |
| 義大利 | 马泰奥·马卢塞利 | 1993年10月20日（28歲） |
| 南非   | 威利·斯密特     | 1992年12月29日（29歲） |

|        | 車手            | 出生日期              |
| ------ | --------------- | --------------------- |
| 新西兰 | 海登·斯特朗     | 1998年1月2日（23歲）  |
| 荷兰   | 艾蒂安·范恩佩尔 | 1994年4月14日（27歲） |
| 中国   | 徐长泉          | 1997年1月16日（24歲） |
| 中国   | 薛铭            | 2000年3月17日（21歲） |
| 中国   | 曾超            | 2000年1月3日（21歲）  |
| 中国   | 张长晟          | 1998年8月15日（23歲） |

- 马卢塞利于2022年8月加入。

### 2021年
|      | 車手            | 出生日期              |
| ---- | --------------- | --------------------- |
| 中国 | 別肯·那扎尔別克 | 1994年5月15日（26歲） |
| 中国 | 陈明润          | 1996年8月17日（24歲） |
| 中国 | 何学龙          | 1996年1月28日（24歲） |
| 中国 | 李祯            | 2002年7月17日（18歲） |
| 中国 | 廉帅            | 2000年8月19日（20歲） |
| 中国 | 吕先景          | 1998年2月2日（22歲）  |

|      | 車手   | 出生日期              |
| ---- | ------ | --------------------- |
| 中国 | 王瑞东 | 2000年7月8日（20歲）  |
| 中国 | 魏子竣 | 2002年1月6日（18歲）  |
| 中国 | 薛铭   | 2000年3月17日（20歲） |
| 中国 | 袁金伟 | 2000年1月15日（20歲） |
| 中国 | 张长晟 | 1998年8月15日（22歲） |
| 中国 | 张芮彪 | 2002年6月16日（18歲） |

## 主要胜出赛事
2023年
阿拉尼亚杯（威利·斯密特）
环萨卡利亚自行车赛第3赛段（吕先景）
环黄山国际公路自行车赛总成绩（朱利安·特拉里欧）
第3赛段（朱利安·特拉里欧）
环鄱阳湖国际自行车大赛总成绩（吕先景）
第1赛段（吕先景）
环海南岛国际公路自行车赛第3赛段（詹姆斯·皮可利）
2024年
安塔利亚大奖赛（马彬焱）
阿波罗神庙大奖赛（马彬焱）
阿拉尼亚杯（朱利安·特拉里欧）
西德拉古城大奖赛（吕先景）